# Mala Sakonhninhom
Mala Sakonhninhom (ur. 4 lutego 1965) – laotańska lekkoatletka, olimpijka.
Wystąpiła na Letnich Igrzyskach Olimpijskich 1988. Pojawiła się na starcie ósmego biegu eliminacyjnego w wyścigu na 100 metrów. Z wynikiem 15,12 s uplasowała się na ostatnim ósmym miejscu. Był to również najsłabszy rezultat spośród wszystkich 64 zawodniczek, które pojawiły się na starcie eliminacji (do przedostatniej Olivette Daruhi z Vanuatu straciła ponad dwie sekundy).
Uczestniczyła w Igrzyskach Azjatyckich 1990. Uzyskała najsłabszy wynik w eliminacjach biegu na 100 metrów (13,43 s). Wystartowała także w skoku w dal, w którym uplasowała się na ostatnim jedenastym miejscu (5,22 m).  
Po zakończeniu kariery sportowej została działaczką lekkoatletyczną. Wieloletnia członkini rady w Azjatyckim Stowarzyszeniu Lekkoatletycznym. 
Rekordy życiowe:
- bieg na 100 metrów: 13,43 (1990, Pekin),
- skok w dal: 5,22 (1990, Pekin; były rekord Laosu)[6].